# Oedipina alfaroi
Espèce
Statut de conservation UICN

 VU B1ab(iii) : Vulnérable
Oedipina alfaroi est une espèce d'urodèles de la famille des Plethodontidae.

## Répartition
Cette espèce est endémique de l'Amérique centrale. Elle se rencontre entre 19 et 850 m d'altitude :
- dans la province de Bocas del Toro au Panama ;
- dans la province de Limón au Costa Rica.

## Étymologie
Cette espèce est nommée en l'honneur d'Anastasio Alfaro.

## Publication originale
- Dunn, 1921 : Two new Central American salamanders. Proceedings of the Biological Society of Washington, vol. 34, p. 143-146 (texte intégral).